# Peter Hänsel
Peter Hänsel (Leppe, 29 novembre 1770 – Vienna, 18 settembre 1831) è stato un compositore e violinista austriaco.
Ispirato nella sua opera dalle musiche di Joseph Haydn e di Wolfgang Amadeus Mozart, ma con influenze francesi e polacche che importò nello stile viennese.

## Biografia
Hänsel ebbe una formazione musicale iniziale con suo zio, a Varsavia nel 1787. Poi si spostò in Russia ed entrò nell'orchestra del principe Grigory Alexandrovich Potemkin a San Pietroburgo, diretta all'epoca dal maestro Giuseppe Sarti. Nel 1788 tornò a Varsavia dopo la risoluzione del suo contratto. Nella primavera del 1791 fu maestro dei concerti della principessa Izabela Lubomirska a Vienna,, impiegato dal 1796 con un salario annuale fisso. Hänsel prese lezioni da Joseph Haydn nel 1802, mantenendo uno stile sostanzialmente conservatore nel corso di tutta la sua carriera. Si trasferì quindi a Parigi dal 1802 al 1803, tornando quindi a Vienna. Soggiornò per un breve periodo anche a Milano dove fu sotto la tutela di Giuseppe Archinto, VI marchese di Parona, al quale dedicò tre quartetti per due violini, viola e violoncello (op.36), editi a Milano da Luigi Scotti.
Pubblicò un volume di composizioni per quartetti, trii, quintetti, 3 quartetti con flauto e clarinetto, 9 duetti per violini e alcune variazioni, polacche, rondò, marce e altri pezzi musicali per tastiera e archi.